# Пташкіна Тетяна Володимирівна
Тетя́на Володи́мирівна Пта́шкіна (* 1982) — українська легкоатлетка, майстер спорту України.

## З життєпису
Народилася 1993 року. Представляла команду Луганської області.
Учасниця Чемпіонату світу з легкої атлетики 2015.
Бронзова призерка Чемпіонату Європи з легкої атлетики серед молоді 2015 (14.08 метра — кращий результат).